# Sergei Semjonowitsch Neustrujew
Sergei Semjonowitsch Neustrujew (russisch Сергей Семёнович Неуструев; * 23. Septemberjul. / 5. Oktober 1874greg. in Nischni Nowgorod; † 25. Mai 1928 in Sysran) war ein russisch-sowjetischer Geograph und Hochschullehrer.

## Leben
Neustrujews Vater war der Schiffsführer Semjon Petrowitsch Neustrujew (1843–1914) auf der Wolga, der geographische Bücher und Atlanten sowie 1914 ein Wörterbuch der Begriffe der Wolgaschifffahrt herausgab. Neustrujew trat 1883 in das Nischni Nowgoroder Wolga-Gymnasium ein, in dem er zu den besten Schülern gehörte. Er begeisterte sich für Naturwissenschaft und Literatur und half seinem Vater bei seinen Geschäften. Nach dem Schulabschluss ging er 1893 nach Moskau und begann das Studium an der Universität Moskau (MGU) in der Naturwissenschaftlichen Abteilung der Physikalisch-Mathematischen Fakultät, das er 1898 in der Fachrichtung Organische Chemie mit einem Diplom I. Klasse abschloss. Nachdem er die Aspirantur bei Nikolai Dmitrijewitsch Selinski begonnen hatte, beschloss er bald, Geograph und Forschungsreisender zu werden.
Neustrujew ging nach Samara und arbeitete in der Semstwo-Verwaltung als Biologe und Bodenkundler. Er untersuchte die geographische Struktur der Ujesds Nikolajewsk, Busuluk, Nowousensk und Samara (1898–1907). Darauf arbeitete in der Umsiedler-Verwaltung in Petrograd (1908–1917). Er untersuchte weiter Böden im Gouvernement Orenburg und Zentralasien.
Nach der Oktoberrevolution wurde Neustrujew Professor am Geographie-Institut, das 1921 der Universität Petrograd (dann Leningrad) angegliedert wurde. Sein Forschungsschwerpunkt waren bodenkundliche Untersuchungen im Hinblick auf geographische Besonderheiten. 1926–1927 leitete er die Kasachische Expedition der Akademie der Wissenschaften der UdSSR. Er entdeckte den Serosjom (Grauerde)-Typ der Bodenbildung in Wüsten. Entsprechend den Vorstellungen Wassili Wassiljewitsch Dokutschajews waren für ihn die Böden wesentliche Elemente der Landschaftsgeographie, und dementsprechend zonierte er die untersuchten Gebiete.
Im Frühjahr 1928 führte Neustrujew ein Sommerpraktikum für Studenten im Busuluker Fichtenwald durch, der 2008 der Nationalpark Busulukski Bor wurde. Darauf sollte er bodenkundliche Untersuchungen in der Kasachischen SSR und der Baschkirischen ASSR leiten. Während der Eisenbahnfahrt erkrankte er schwer, worauf er im Krankenhaus in Sysran starb. Er wurde in Schuwalow im Rajon Pawlowsk begraben.
Neustrujew war verheiratet mit der Botanikerin Olga Ewertowna Knorring-Neustrujewa.
Im Bodenkunde-Museum der MGU steht Neustrujews Büste.
Бузулукский бор

## Ehrungen, Preise
- Prschewalski-Silbermedaille der Geographischen Gesellschaft der UdSSR[2]
- Semjonow-Tjan-Schanski-Goldmedaille der Geographischen Gesellschaft der UdSSR (1925)[6]